# Stipan Knezi Šimeta
Stipan (Štipan) Knezi Šimeta (Lemeš (Sombor, Srbija), 26. prosinca 1950. – 16. listopada 1997.), hrvatski kulturni i politički djelatnik iz Vojvodine,  borac za prava Hrvata, po struci profesor književnosti. Iz hrvatske plemićke obitelji iz Lemeša Knezi.

## Životois
Rođen je 26. prosinca 1950. godine u Lemešu. U Vukovaru je završio gimnaziju. Studirao je u Novom Sadu gdje je diplomirao na Filozofskom fakultetu na katedri za južnoslavensku književnost. Nakon liberalizacije i demokratizacije komunističke Jugoslavije te uvođenja višestranačja, aktivirao se u političkom životu. Bio je jedan od osnivača stranke DSHV i višegodišnji istaknuti borac za prava Hrvata u Vojvodini. Predsjedavao je mjesnim odborom Demokratskog saveza Hrvata u Vojvodini u lemeškom ogranku. Bio je član Predsjedništva i prvi vijećnik DSH u Skupštini Sombora. Po njemu se udruga koja je bila od osnutka pod velikim pritiskom osporavanja hrvatstva Bunjevcima da bi ubrzo nekolicina ljudi iz rukovodstva napustilo udrugu i osnovalo drugu pod nazivom "Kulturno umetničko društvo Lemeš" (2005.) koja je godine 2008. promijenila naziv u Hrvatsko-bunjevačko kulturno umjetničko društvo "Lemeš". Po Stipanu se danas zove Hrvatsko kulturno umjetničko društvo "Knezi Stipan Šimeta" iz Lemeša, osnovano 2000. godine, inače pravni sljedbenik Lemeške kasine.